# Acrocephalus palustris

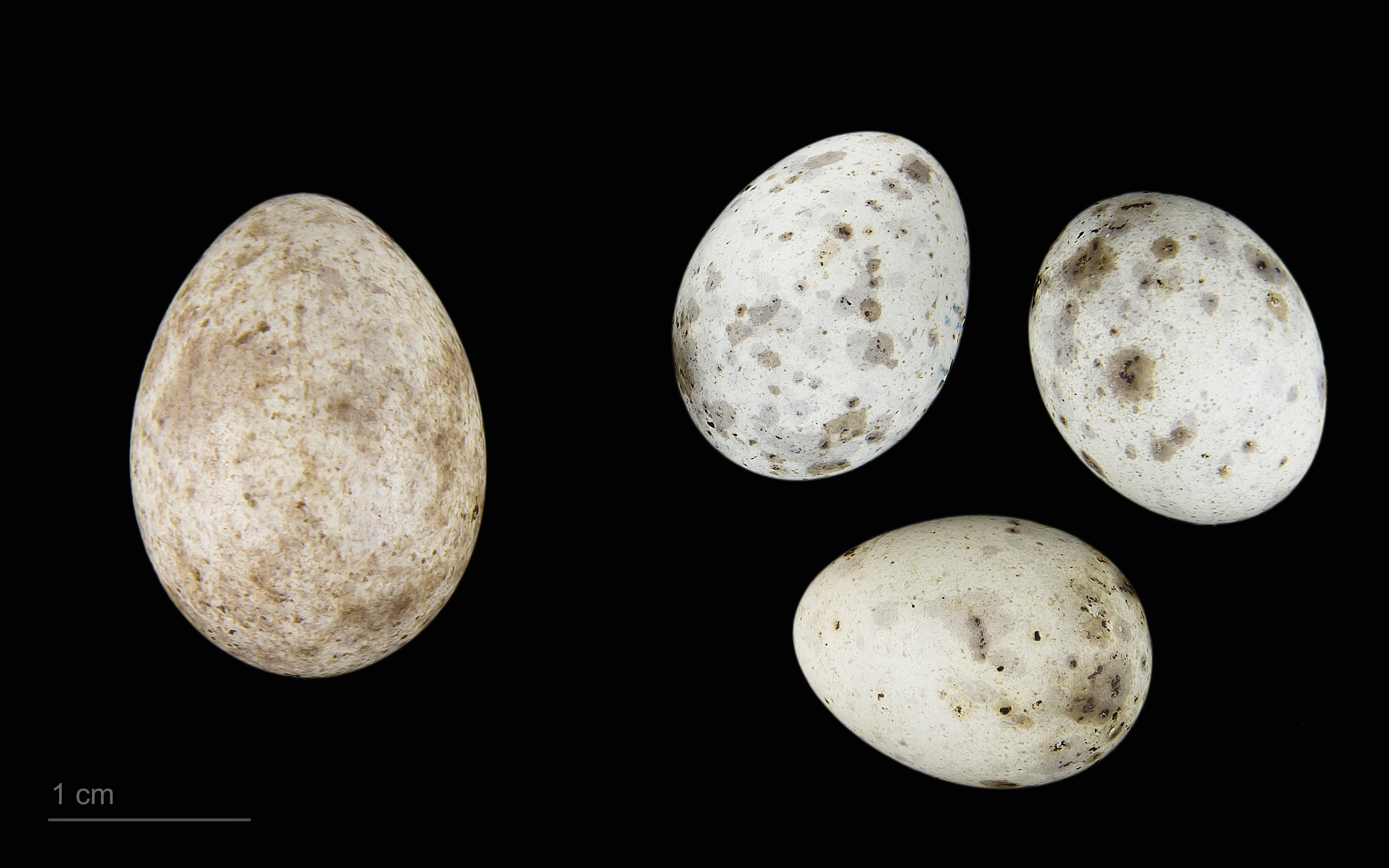
Cuculus canorus canorus + Acrocephalus palustris

La cannaiola verdognola (Acrocephalus palustris (Bechstein, 1798)) è un uccello passeriforme della famiglia Acrocephalidae, diffuso in Europa, Asia, ed Africa.

## Tassonomia
Sono state descritte tre sottospecie:
- Acrocephalus palustris palustris
- Acrocephalus palustris laricus
- Acrocephalus palustris turcomana